# Kaletnik (przystanek kolejowy)
Kaletnik – zamknięty przystanek osobowy w Kaletniku na linii kolejowej nr 51, w województwie podlaskim, w Polsce.